# Guillermo Acuña Anzorena
Guillermo Julio Acuña Anzorena (Mercedes, Buenos Aires; 19 de septiembre de 1918 - 12 de agosto de 1988) fue un abogado argentino que ejerció como ministro de Trabajo durante la presidencia de Arturo Frondizi.

## Biografía
Era hijo de otro Guillermo Acuña Anzorena y nieto del juez Primiano Acuña, ambos catamarqueños. Fue profesor en la Universidad de Buenos Aires, y posteriormente se radicó en Mercedes, provincia de Buenos Aires. Militó en su juventud en la Unión Cívica Radical y, tras el derrocamiento de Perón se unió a Arturo Frondizi en la creación de la Unión Cívica Radical Intransigente.
En diciembre de 1960 fue nombrado ministro de Trabajo por el presidente Frondizi. Durante su gestión se aplicó en su plenitud el Plan CONINTES, que consistía básicamente en caracterizar como terrorismo cualquier acción sindical directa —en principio, actos de sabotaje y ocupación de fábricas y oficinas, pero en definitiva también las huelgas de todo tipo— y someter a sus participantes a la acción represiva del Ejército y a la justicia militar. Mientras otros dirigentes intentaron aplastar a los sindicalistas de origen peronista, Acuña Anzorena optó por negociar con aquellos menos comprometidos con el enfrentamiento directo con el gobierno. Por esa razón, el 16 de marzo de 1961 entregó a la Comisión de los Veinte el edificio de la CGT de la calle Azopardo, con lo cual también se le asignaba a esa "comisión normalizadora" la titularidad de la única central sindical del país, después de casi seis años de intervención. También formó parte de la delegación argentina a la asamblea anual de la OIT, junto con varios líderes sindicales peronistas.
Renunció a su cargo en junio de 1961, para concentrarse en la candidatura a gobernador de la provincia de Buenos Aires, que se formalizó con la fórmula Guillermo Acuña Anzorena - Horaco Zubiri; en las elecciones de febrero del año siguiente obtuvo  764 300 votos, algo por encima de la fórmula de la UCRP, pero muy por debajo de los 1 197 000 obtenidos por el peronista Andrés Framini. La derrota aceleró la pérdida de poder de Frondizi, que poco después fue derrocado.
Acuña Anzorena se mantuvo afiliado a la UCRI y al partido surgido del mismo, el Movimiento de Integración y Desarrollo, y adhirió a las políticas de la dictadura iniciada en 1966. Fue ministro de Gobierno del gobernador de facto de la provincia de Río Negro, Roberto Requeijo.
En la década de 1970, el MID formó parte del Frejuli en las elecciones de 1973; Acuña Anzorena se mantuvo relativamente alejado, mientras otros dirigentes participaban exitosamente en las elecciones, como Carlos Sylvestre Begnis, que fue elegido gobernador de la provincia de Santa Fe. Sylvestre Begnis, Raúl Uranga, Acuña Anzorena y otros intentaron desplazar a Rogelio Frigerio, vicepresidente y más activo dirigente del MID; tras el fracaso —provocado por Frondizi, que se negó a desplazar a su segundo— se separaron, fundando un nuevo partido, el Movimiento Línea Popular. Este fue uno de los partidos que más entusiastamente aplaudieron el golpe de Estado de 1976; aún después de conocerse el terrorismo de Estado aplicado por la dictadura, el MOLIPO continuó brindándole su apoyo público.
Tras el fallecimiento de Sylvestre Begnis en 1980, Acuña Anzorena presidió el MOLIPO; en 1981 fue asesor político del dictador Roberto Eduardo Viola, y poco después apoyó la iniciativa de su sucesor, Leopoldo Galtieri, de ocupar militarmente las islas Malvinas, lo que inició la Guerra de las Malvinas.
En 1983, tras una serie de deserciones —entre los que se contaron los después diputados radicales Horacio Domingorena y José Bielicki— el MOLIPO formó parte de la Fuerza Federalista Popular, que llevó como candidato a presidente a Francisco Manrique, y poco después dejó de existir como partido.
Acuña Anzorena falleció en el año 1988. Su hijo, también llamado Guillermo Acuña Anchorena, ejerce como abogado en el departamento judicial de su natal Mercedes.